# Artedius harringtoni
Artedius harringtoni és una espècie de peix pertanyent a la família dels còtids.

## Descripció
- Fa 10 cm de llargària màxima.
- Aletes pèlviques petites.
- Presenta dimorfisme sexual.[3][4][5]

## Reproducció
Els mascles s'encarreguen de protegir els ous.

## Hàbitat
És un peix marí, demersal i de clima temperat (58°N-32°N) que viu entre 1-21 m de fondària.

## Distribució geogràfica
Es troba al Pacífic oriental: des de l'illa Kodiak (Alaska) fins a l'Illa San Miguel (sud de Califòrnia, els Estats Units).

## Costums
Els mascles són territorials.

## Observacions
És inofensiu per als humans.